# Manuel Bartolomé Cossío
Manuel Bartolomé Cossío (Haro, 22 de febrero de 1857-Collado Mediano, 2 de septiembre de 1935) fue un pedagogo krausista e historiador del arte español. Dentro de la Institución Libre de Enseñanza, fue ahijado y sucesor de Francisco Giner de los Ríos. Dejó un estudio monumental sobre la obra del Greco. Director del Museo Pedagógico Nacional y presidente de las Misiones Pedagógicas, fue quizá «la figura más eminente de la pedagogía española en el periodo de 1882 a 1935», año de su muerte.

## Biografía
Hijo de Natalia Cossío Salinas y Patricio Bartolomé Flores, juez de primera instancia en Haro. Pasó parte de su infancia en Aranda de Duero, Sepúlveda y Arévalo (lugares que siempre evocará a lo largo de su vida).

### Formación
Tras su paso por el Instituto de Ávila, el 8 de septiembre de 1868 entró como alumno interno en el colegio de sacerdotes seglares de El Escorial recibiendo una rígida educación religiosa; aunque quién más le impresiona es el Padre Montaña y sus "ideas filosófico-históricas".  Su periodo en El Escorial concluye coincidiendo con la muerte de su padre en mayo de 1871, y obteniendo en junio el título de bachiller en el Instituto de Ávila. Ese otoño, huérfano y con catorce años, se trasladó con su madre a Madrid, ingresando en la Universidad Central para estudiar Filosofía y Letras e Historia de las Bellas Artes y Arqueología, donde hará amistad con variopintos condiscípulos (Menéndez Pelayo, Leopoldo Alas y, en especial con Joaquín Costa); el 6 de noviembre de 1874 consiguió su licenciatura con la calificación de sobresaliente en Historia de la Filosofía, sin poder pagar los derechos del título hasta 1904. 
En la capital española se habían instalado primero en casa de su pariente Flores Calderón y su marido y futuro concuñado Vicente Viqueira. Antes de 1877 no hay documentos que den noticia de amistad con Giner (filósofo y pedagogo krausista que se convertiría más tarde en su maestro), aunque es evidente que Cossío tuvo referencias y probables contactos con el filósofo cuando asistía a las clases dominicales en la Universidad, donde también impartía clases Giner. Otro posible vínculo pudo ser el también granadino Riaño, y a cuyas clases de Historia de las Bellas Artes asistió Cossío el curso 1875-76.
Al fundarse la Institución Libre de Enseñanza el 29 de octubre de 1876, Cossío fue uno de sus primeros alumnos. Ese año, el 6 de noviembre falleció su madre, Natalia Cossío, y el joven institucionista desapareció repentinamente de Madrid creando un malentendido que tardaría tiempo en aclararse. La muerte de su única hermana poco tiempo después abocó a Cossío a una entrega absoluta al proyecto de la ILE, donde pronto se integraría como profesor auxiliar primero y más tarde, como maestro de primaria. Entre el verano de 1877 y noviembre de 1879 (fecha de su marcha a Bolonia), Cossío y Giner entablaron una intensa relación. Tras conseguir su doctorado de Filosofía y Letras, Cossío fue enviado por Giner al Colegio de San Clemente de Bolonia, donde antes ya había estado su hermano Hermenegildo Giner de los Ríos.
Continuando su intenso 'periodo de formación', en 1880 asistió a los cursos de Historia, Arte, Pedagogía y Filosofía en la Universidad de Bolonia. Le impresionó la clase de literatura italiana del poeta Giosuè Carducci (aunque como a otros muchos le molestase verle siempre "sucio y desaliñado"), y obtuvo certificado en la Escuela de Pedagogía y Antropología de esa Universidad. También tuvo oportunidad de viajar por Italia, Suiza, Francia, Holanda y Bélgica. En Bruselas, participó en el Congreso Internacional de Enseñanza, donde se presentó la Institución Libre de Enseñanza en el tablero internacional. De regreso a España, fue profesor sustituto en la cátedra de Historia de las Bellas Artes, en el curso 1881-1882 en la Escuela Superior de Diplomática de Madrid; continuando sus clases en la Institución. Ese año de 1882 se le concedió la cátedra de Teoría de Historia del Arte en la Escuela de Bellas Artes de Barcelona y visitó Portugal.
En 1883 ganó por oposición la dirección del Museo Pedagógico de Primera Enseñanza, después llamado Museo Pedagógico Nacional, fundado el año anterior, en el que permanecería hasta su jubilación en 1929. A su concepción dinámica de esta institución se deben las iniciativas de bibliotecas y material escolar circulantes o las colonias escolares de vacaciones. En 1885 visitó la hermana Institución de Enseñanza fundada por Guillem Cifre de Colonya en Pollensa (Mallorca). Ese mismo año, tras asistir al curso de Metafísica de Nicolás Salmerón en la Universidad Central, se doctora en Filosofía y Letras.
En 1886 Cossío viajó comisionado por el Gobierno para visitar los principales establecimientos escolares de Francia, Bélgica, Holanda y Gran Bretaña; lo acompañaron Giner de los Ríos y un grupo de alumnos de la ILE. Ese año concluyó su Historia de la pintura española, que no vería la luz hasta tiempo después.
En 1887 el Museo Pedagógico Nacional inauguró las primeras colonias escolares en San Vicente de la Barquera (Cantabria). En ese mismo año se nombró a Cossío profesor de la Escuela de Estudios Superiores del Ateneo de Madrid. En 1891 obtuvo el título de doctor en Filosofía y Letras.

### Madurez

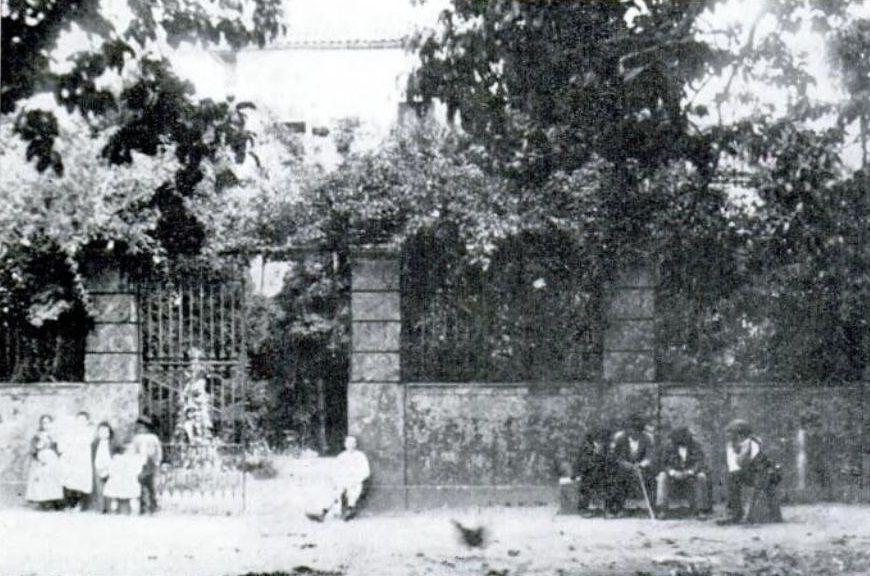
Quinta San Victorio (Bergondo, La Coruña).

El 9 de agosto de 1893, Bartolomé Cossío, con treinta y seis años de edad, contrajo matrimonio con Carmen López Viqueira, de veintisiete años, en el templo de Bom Jesús de Braga (Portugal). El matrimonió se instaló en la vivienda del paseo del Obelisco muy cerca de Giner y del 'tercero en discordia', el inseparable común amigo Ricardo Rubio, que muy poco después se uniría por lo civil con Isabel Sama, hermana del también amigo Joaquín Sama. Natalia, su primera hija, nació el 1 de septiembre de 1894 en la casa de San Victorio. En el otoño de 1900, el 27 de noviembre nació su segunda hija, Julia; la alegría del hecho se vería empañada por los síntomas de perturbación mental, al parecer de herencia paterna, que Carmen, su esposa, empezó a mostrar y que se agravaron años después cuando a su hija pequeña un ataque cerebral le dejó paralizada la mitad izquierda del cuerpo.
En 1901 se encargó a Cossío la cátedra de Pedagogía General del Museo Pedagógico Nacional. En 1904 recibió los nombramientos de catedrático numerario de Pedagogía Superior del Doctorado de Filosofía y Letras de la Universidad de Madrid y delegado de España en el Congreso Internacional de Educación de San Luis (Estados Unidos). En 1905 pronunciaría en Bilbao una importante conferencia sobre "El maestro, la escuela y el material de enseñanza", que sentó las bases de una renovación de la escuela en España. 
En 1908 se publicó El Greco, biografía y estudio artístico que, además de aportar nuevos datos y ordenar su catálogo, supuso un descubrimiento de la figura y personalidad del pintor greco-español y su revalorización en el siglo XX a partir de una interpretación distinta e innovadora. Desde entonces se convirtió en el referente obligatorio para todo estudio sobre este pintor.
Aquel mismo año su amigo, Joaquín Sorolla pintó los dos retratos que se conocen de Cossío, ambos inspirados en el estilo de El Greco: uno de medio cuerpo se conserva en la Hispanic Society of America y el otro, de mayor formato y altísima calidad, lo posee el Museo del Prado. También viajó Cossío a Pau (Francia), donde había muerto su admirado maestro Nicolás Salmerón.
En 1909 fue pensionado por la Junta para Ampliación de Estudios e Investigaciones Científicas y visitó los centros de enseñanza más importantes de Alemania y Suiza. En ese periodo, sus hijas asisten a centros educativos alemanes, entre ellos, la Pestalozzi-Fröebel-Haus, de Berlín. En 1910 viajó por Europa y en 1913 el rey Alfonso XIII se entrevista con Cossío como director del Museo Pedagógico Nacional. En 1914 publicó Lo que se sabe de la vida del Greco, con motivo del centenario del pintor. 
En 1915, tras la muerte de su maestro cayó enfermo. Para reponerse se instaló primero en El Escorial y luego en Pozuelo de Alarcón. Carmen, su mujer, tuvo que ser internada en una clínica psiquiátrica. El 4 de agosto de 1917, Natalia, hija mayor de Cossío, contrajo matrimonio civil con otro activo institucionista, Alberto Jiménez Fraud, que dirigía la Residencia de Estudiantes en Madrid.

### Últimos años

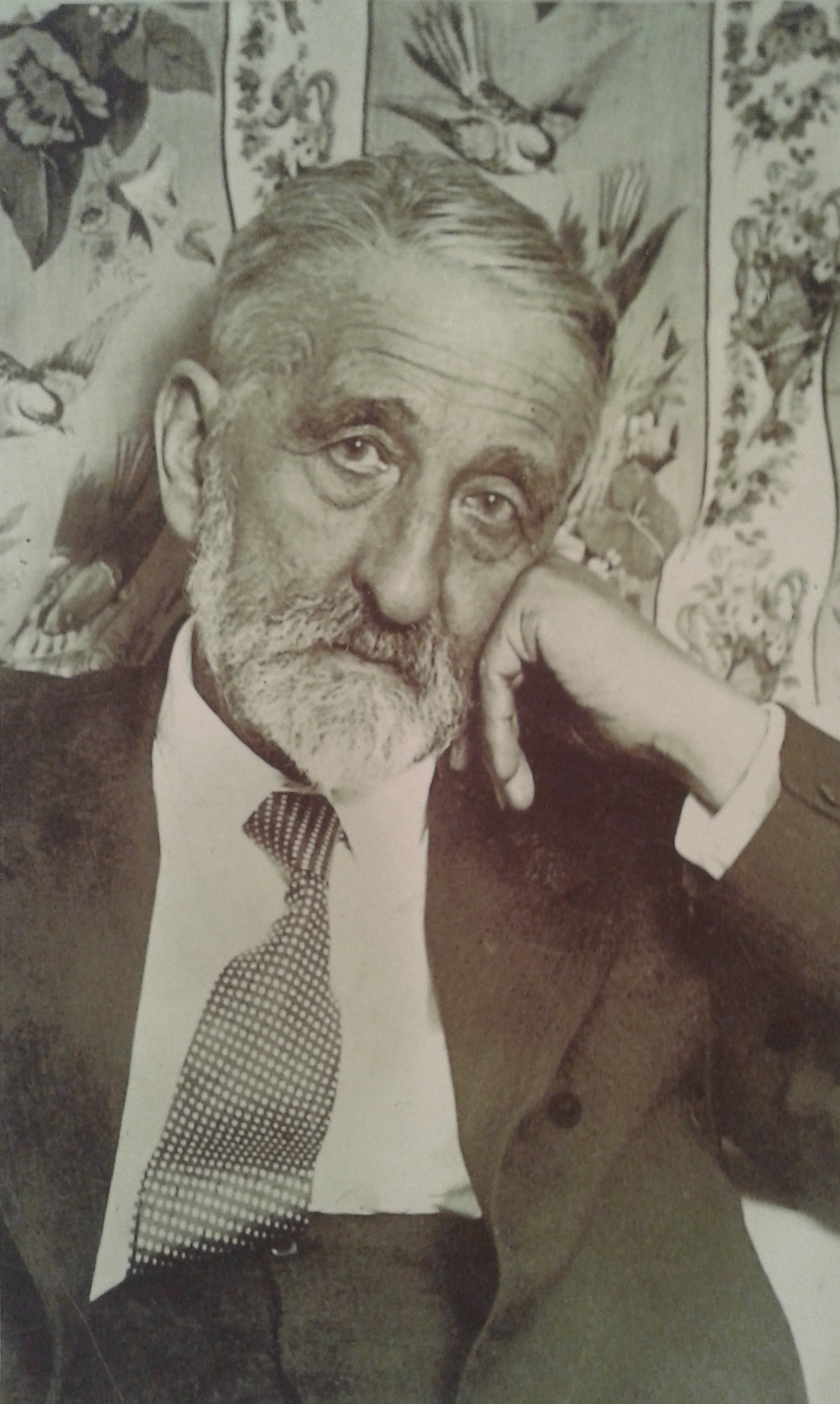
Cossío en 1931.

En 1926 durante la celebración del cincuentenario de la Institución Libre de Enseñanza, Cossío que había sido nombrado consejero de Instrucción Pública cinco años antes, escribió (sin firmarlo) el programa pedagógico de la Institución. Finalmente, en 1929 se jubiló y en homenaje, sus discípulos publicaron el libro De su jornada, con una recopilación de sus escritos. El 20 de marzo de 1930 se le nombró director honorario del Museo Pedagógico Nacional.
Una de sus últimas satisfacciones fue la creación en Valencia de la "Escuela Cossío", dirigida por José Navarro Alcácer e instalada en la Avenida 14 de Abril, y cuyas aulas estuvieron abiertas desde 1930 hasta el final de la guerra civil española.
En aquel año Cossío enfermó y al año siguiente se trasladó a Ginebra (Suiza) para seguir un tratamiento médico, regresando a España cuando se proclamó la República, pero en junio volvió a Ginebra. Sin embargo en esa época (1931), el viejo maestro vio hacerse realidad el viejo sueño que Giner y él mismo llevaban madurado a lo largo de casi medio siglo: la puesta en marcha de las Misiones Pedagógicas, de cuyo patronato el Gobierno le nombraría presidente el 29 de mayo; y en junio es elegido diputado a las Cortes Generales Constituyentes por la Conjunción Republicano-Socialista, pero no puede tomar posesión de su cargo debido a su avanzada edad y enfermedad.

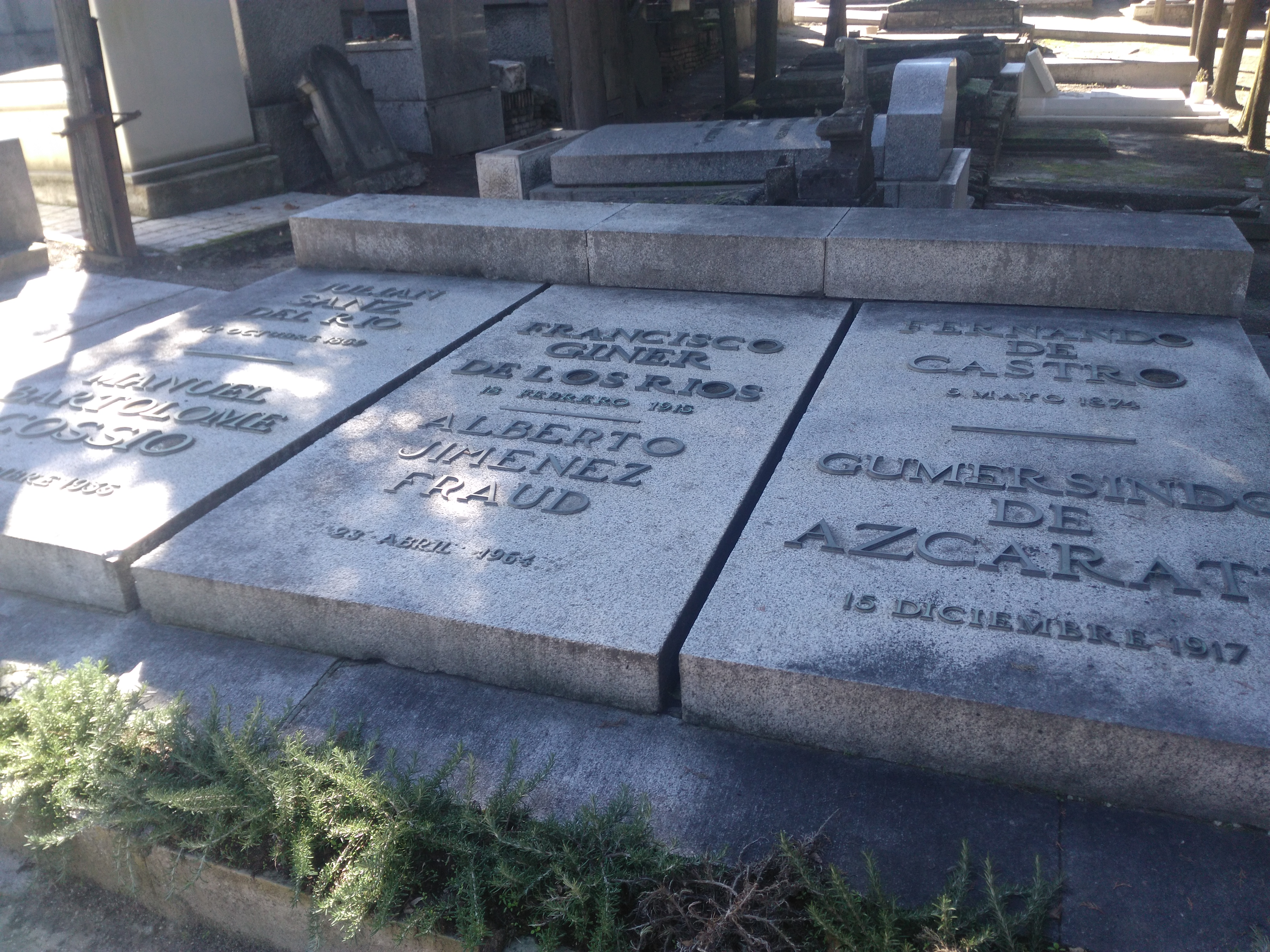
Tumbas de Julián Sanz del Río, Manuel Bartolomé Cossío, Francisco Giner de los Ríos, Alberto Jiménez Fraud, Fernando de Castro y Gumersindo de Azcárate en el cementerio civil de Madrid.

Pasó el verano de 1932 enfermo en Collado Mediano (Madrid). En 1934 se nombra a Cossío, sin consultárselo, "Ciudadano de Honor" de la República. Murió a las dos de la madrugada del 2 de septiembre de 1935  a los setenta y ocho años de edad. Tras su traslado a Madrid, fue enterrado en el cementerio civil del Este y en la misma sepultura que Julián Sanz del Río, Francisco Giner de los Ríos, Fernando de Castro y Pajares y Gumersindo de Azcárate. Después de la inhumación, y siguiendo su deseo expreso, se disolvió sin pronunciar discursos una comitiva compuesta por una muchedumbre compuesta por intelectuales y políticos reconocidos, mezclados con obreros y estudiantes, entre los que se encontraban los participantes en las Misiones Pedagógicas.

## Labor
"El mundo entero debe ser, desde el primer instante objeto de atención y materia de aprendizaje para el niño, como lo sigue siendo, más tarde para el hombre. Enseñarle a pensar en todo lo que le rodea y a hacer activas las facultades racionales es mostrarle el camino por donde se va al verdadero conocimiento, que sirve después para la vida. Educar antes que instruir ; hacer del niño, en vez de un almacén, un campo cultivable."
Bartolomé Cossío

De la inabarcable tarea desarrollada por Bartolomé Cossío, habría que enumerar, como orientación, algunas de las reformas —de diferente envergadura y repercusión— que se hicieron realidad gracias a su empeño:
- En 1883, igualdad económica para maestros y maestras, adelantándose al resto de Europa.
- En 1886, intento de llevar a los presupuestos del Estado las consignaciones de la enseñanza primaria y la creación de un ministerio específico de Instrucción Pública (que no se consiguió hasta 1900 y 1901, respectivamente).
- En 1887: creación de las colonias escolares de vacaciones.
- En 1907: creación de una Junta para el Fomento de la Educación nacional, paralela a la Junta para Ampliación de Estudios (que degeneró en organismo burocrático). Ese mismo año, creación de un grado normal para inspectores y profesores normales, que del original planteamiento, efectivo y modesto, paso a convertirse en una ampulosa Escuela Superior del Magisterio, inaugurada en 1909.
- En 1911, planteamiento de una Dirección General de Primera Enseñanza, que se creó inicialmente con carácter técnico y se convirtió luego en un cargo político.
- Orientación de las Misiones pedagógicas desde su planteamiento inicial hasta su materialización en 1932.
- Además de la organización de numerosos cursos de perfeccionamiento para el magisterio, y proyectos de mejora del material escolar, de las bibliotecas y edificios para la educación.

"...de mis discípulos he aprendido... más que de mis maestros."
Bartolomé Cossío

## Retratos

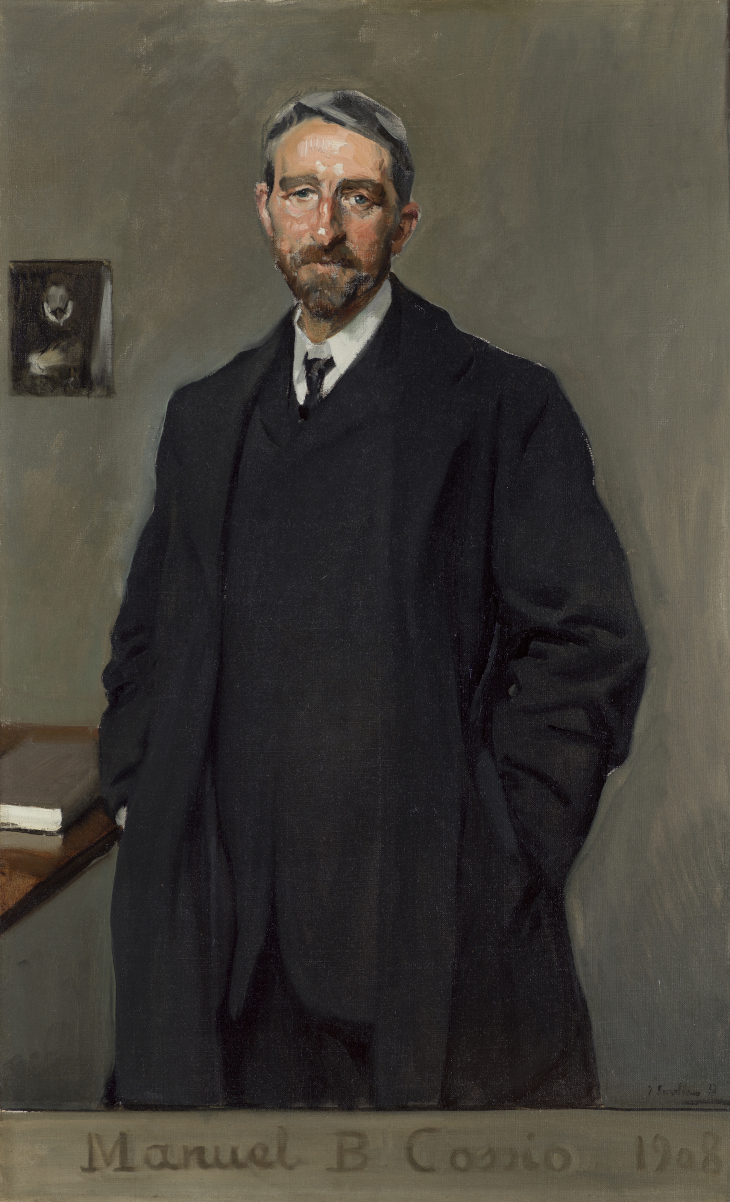
Joaquín Sorolla, Retrato de Manuel Bartolomé Cossío (firmado y datado por el pintor en 1908; adquirido por el Museo del Prado en 2022). Sorolla incluyó en el sobrio retrato de tres cuartos una pequeña reproducción del cuadro del Greco El caballero de la mano en el pecho.

El perfil psicológico y humano que Cossío dibujó con su propia obra intelectual y vital, se completa con innumerables retratos que de su personalidad hicieron muchos de los que le trataron y conocieron. Como muestras pueden recogerse dos de esos retratos de muy diferente estilo literario, el poético de Juan Ramón Jiménez, y el recuerdo emocionado de uno de sus alumnos, el político Julián Besteiro.

"Sí, aquí está ya con sus ojos, las manos de molino en el cielo, fresca la mirada -recuerdo una marina crepuscular del Norte igual a Cossío; marina nubosa, noblemente colorida, con un barco encallado en la costa, agua y cielo trocados, en cuya revolución vigilaba, tranquilo, un lucero-. Se yergue, como un lirio doblado, con una agua nueva -tiene mucho Cossío de tierno vegetal y de rico mineral; pocos hombres me han parecido tan paisaje-. ¡Aquí está ya, dueño de la idea radiante, el ángel anunciador de la gran ala, cogido por un pie!"
Juan Ramón Jiménez

"Él atendía a todos, singularmente a los niños y al maestro de todos; y todos confiábamos igualmente en él; sobre él pesaban los menores detalles de organización; sobre sus cuidados descansaba la confianza colectiva; suyos eran los mayores desvelos, los mayores trabajos, las mayores fatigas, y su esfuerzo parecía brotar de una fuente inagotable y alegre. Cuando nos rendía el cansancio y se imponía una tregua de reposo, bastaba que aquel joven maestro se incorporase para que los más débiles nos pusiéramos súbitamente en pie, dispuestos a seguirle incondicionalmente. Aquel joven maestro era más que un maestro para nosotros, era nuestro amigo, era el ejemplar humano que hubiéramos querido realizar en nuestra vida. Era nuestro héroe."
Julián Besteiro

## Obras

### De pedagogía
(para un bibliografía más completa consultar: Otero Urtaza, Eugenio M. (1994).  Ministerio de Educación y Ciencia, ed. Bartolomé Cossío. Pensamiento pedagógico y acción educativa. Madrid. pp. 312-318. ISBN 8436925343.)
- "Carácter, sentido y límites que debe tener la educación primaria en todos sus grados" en Actas de las sesiones celebradas Congreso Nacional Pedagógico, 1882, Madrid: Sociedad El Fomento de Las Artes-Librería de D. Gregorio Hernando, 1882.
- "El Trabajo manual en la escuela primaria", en Boletín de la Institución Libre de Enseñanza año VII, n. 151 (30 de mayo de 1883) p. 156-158
- "Juicio acerca del sistema general de exámenes". Ponencia en Congreso Pedagógico Hispano-Portugués-Americano reunido en Madrid en el mes de octubre de 1892: trabajos preparatorios del congreso, actas, resúmenes generales. Madrid: Librería de la Viuda de Hernando, 1894
- "Sobre la enseñanza del dibujo en la escuela" , en Boletín de la Institución Libre de Enseñanza Año XXV, n. 490 (31 de enero de 1901); p. 7-9
- "Sobre la enseñanza de la historia en la Institución" en: Boletín de la Institución Libre de Enseñanza Año XXVIII, n. 532 (31 de julio de 1904) ; p. 203-205
- El Maestro, la escuela y el material de enseñanza. Madrid : Ediciones de La Lectura, [1910], editado por primera vez en 1906 por el Museo Pedagógico Nacional.
- "Espagne" voz en: Nouveau dictionnaire de pédagogie et d'instructionprimaire publié sous la direction de F. Buisson. Paris: Librairie Hachette, 1911, P. 566-573
- "La Enseñanza del arte: conferencias Normales sobre la enseñanza de párvulos" en: Boletín de la Institución Libre de Enseñanza Año IX, n. 211 (30 de noviembre de 1885); p. 348-352
- "Sobre la educación estética" en: Boletín de la Institución Libre de Enseñanza año XI, n. 241 (28 de febrero de 1887); p. 321-322.
- Comentarios sobre el Greco; La Educación del niño rabación sonora. Madrid: Centro de Estudios Históricos. Archivo de la Palabra, 1931.
- "Comment doivent être pratiquées les excursions scolaires" en : Rapports preliminaires Congrès International de l'Enseignement, Bruxxelles, 1880. Bruxelles: F. Hayez, 1882.
- "Los alumnos de las escuelas de Madrid en el Museo de pintura: consejos prácticos para hacer una excursión" en: Boletín de la Institución Libre de enseñanza año XIII, n. 286 (15 de enero de 1889); p. 5-6.
- Programa. Institución Libre de Enseñanza. Madrid: Institución Libre de Enseñanza, 1910.
- En el cincuentenario de la Institución Libre de enseñanza Madrid: Tipografía de Archivos, 1926.
- "El Museo Pedagógico de Madrid: Informe en la conferencia Internacional de Educación celebrada en Londres en agosto de 1884", en Anuario de Primera Enseñanza. Madrid : Dirección General de Instrucción Pública, 1887-1886.
- Situación de la Instrucción pública en Bélgica, 1886.
- La Enseñanza primaria en España, segunda edición renovada por Lorenzo Luzuriaga; Madrid: Museo Pedagógico Nacional, 1915.
- "El pago a los maestros". Boletín de la Institución Libre de Enseñanza, año XXV, n. 493 (30 de abril de 1901); p. 96-102.
- "Sobre la reforma de la educación nacional". Revista nacional: órgano de la Liga Nacional de Productores año 1, n. 3 (1º de mayo de 1899).
- "Las prácticas de la enseñanza en las escuelas normales". Boletín de la Institución Libre de Enseñanza, año XIV, n. 330 (15 de noviembre de 1890); p. 321-325.
- "Número de escuelas normales que debe haber en España". Boletín de la Institución Libre de Enseñanza año XIV, n. 326 (15 de septiembre de 1890); p. 257-260.
- "Los Exámenes en Europa". Boletín de la Institución Libre de Enseñanza año XVIII, n. 406 (31 de enero de 1894); p. 4-6.
- "La enseñanza en los Estados Unidos y su organización". Boletín de la Institución Libre de Enseñanza año XIII, n. 307 (30 de noviembre de 1889); p. 337-339.
- Situación de la instrucción pública en Bélgica. Madrid: Museo Pedagógico de Instrucción Primaria, 1886 (M. Burgase).
- Programa pedagógico de la Institución Libre de Enseñanza, en el cincuentenario de la Institución. 1926.
- De su jornada: (fragmentos). Madrid: Imp. Blass, 1929. (Trabajos de Cossío publicados por sus discípulos como homenaje en el día de su jubilación)
- "El arte de saber ver". Boletín de la Institución Libre de Enseñanza, 1987.

### Sobre historia del arte
- El Greco. Madrid: Victoriano Suárez, 1908.
- El Greco. Cuarenta y ocho ilustraciones con texto de Manuel B. Cossío. Barcelona: J. Thomas, 1913.
- "Elogio del arte popular" reproducción del prólogo de: Bordados populares y encajes, Exposición de Madrid, mayo de 1913. En: La Colección Jiménez-Cossío del Museo das Mariñas. Betanzos: Museo das Mariñas, 1996.
- Lo que se sabe de la vida del Greco Madrid: Jiménez-Fraud, 1914 (V. Suárez).
- El Entierro del Conde de Orgaz Madrid: V. de Suárez, 1914.
- Excursión a Toledo Madrid: Comisaría Regia de Turismo, 1925.
- "Pintura española" En: Guillman, Federico. Enciclopedia popular ilustrada de ciencias y artes formada con arreglo a la Enciclopedia iconográfica y el Conversation lexicon de Alemania. Madrid: Gras y Compañía, 1882-1886 (Enrique Rubiños) 9 vols.

### Sobre otras materias
- Cartas inéditas, necrologías y otros escritos; selección y notas de Rubén Landa, México: Instituto Luis Vives, 1973.

### Estudios sobre Bartolomé Cossío
(además de los incluidos en las referencias)
- Joaquín Xirau Palau: Manuel B. Cossío y la educación en España Colegio de México, 1945.
- Luis Álvarez Santullano: El pensamiento vivo de Cossío, Buenos Aires, Editorial Losada, 1946.
- Julio Caro Baroja: El hombre y el educador que fue Cossío, dentro de la obra de varios autores Un educador para un pueblo, Madrid, UNED, 1987.
- Antonio Jiménez-Landi: Semblanza humana de Manuel B. Cossío, Santander, Taller de Artes Gráficas de Gonzalo Bedía, 1984. Y Manuel B. Cossío. Una vida ejemplar (1857-1935), Alicante, Instituto de Cultura Juan Gil-Albert, 1989.